# Rik Melissant
Rik Melissant (Dirksland, 10 mei 1999) is een Nederlands organist.

## Biografie
Sinds september 2018 studeerde Rik hoofdvak orgel en bijvak piano aan het Rotterdams Conservatorium (Codarts) met als hoofdvakdocenten Ben van Oosten, Bas de Vroome, Aart Bergwerff, Zuzana Ferjencikova en Christian Schmitt. Improvisatielessen volgde hij bij Hayo Boerema en zijn bijvak piano heeft hij inmiddels afgerond met een 9 bij Martin Lekkerkerk en Sara Gutiérrez Redondo. Vanaf september 2020 studeert hij kerkmuziek bij Arie Hoek (hymnologie en cantoraat), Hanna Rijken (liturgiek) en Hayo Boerema (kerkelijk orgelspel). Daarnaast volgde hij de minor koordirectie bij Wiecher Mandemaker, de minor orkestdirectie bij Joost Geevers en de minor klavecimbel bij Bas de Vroome. Op 29 juni 2022 studeerde hij summa cum laude (9,5) af aan het Rotterdams Conservatorium.
Masterclasses volgde hij bij o.a. Reitze Smits, Matteo Imbruno, Arjen Leistra, Michel Bouvard en Olivier Latry. Naast zijn conservatoriumstudie volgde hij privélessen bij Thomas Ospital (Parijs) en bij Adriaan Hoek. Rik won vijf eerste prijzen op o.a. internationale orgelconcoursen, waaronder het eerste en tweede Internationale Ambitus Orgelconcours in 2017 en 2019. In oktober 2022 won Rik de 1e prijs op het Internationale César Franck Concours in de Kathedrale Basiliek St. Bavo te Haarlem.
Naast een actief concertorganist is Rik ook actief als begeleider van diverse koren en ensembles. Eveneens heeft hij een groeiende lespraktijk die bestaat uit orgel- en pianoleerlingen.

## Gewonnen concoursen
- (2017) Feike Asma Concours, eerste prijs
- (2017) Internationale Ambitus Orgelconcours, eerste prijs[1][2]
- (2018) Feike Asma Concours, eerste prijs
- (2019) Internationale Ambitus Orgelconcours, eerste prijs
- (2022) Internationale César Franck Concours, eerste prijs[3][4]